# Пальчатка звичайна
Пальчатка звичайна (Digitaria ischaemum) — вид трав'янистих рослин родини тонконогові (Poaceae).

## Опис
Це однорічна рослина заввишки 5–50 см від горизонтального до висхідного зростання. Лежачі стебла не утворюють у вузлах коренів. Коротке, 2–5 мм шириною, світло-зелене листя довжиною 2–10 см. Язичок 1–2 мм завдовжки. Колоски довжиною 2–2,5 мм, яйцеподібні. Світло-коричневого кольору, з двох сторін звужені плоди 1,5–3 мм довжиною і 1,5 мм шириною.

## Поширення
Область розповсюдження від Південно-Східної та Південної Європи до Японії. Натуралізований: Австралія, Бутан, Канада, Мексика, США, Пуерто-Рико, Чилі. Росте на свіжих, багатих поживними речовинами, зазвичай вапняно-бідних, помірно кислих вологих ґрунтах.
В Україні зростає на пісках, коло доріг, по берегах водойм, у населених пунктах, як післязбиральний бур'ян на полях і городах — у лісових районах Лісостепу і північно-східній частині Степу, досить часто; по Дніпру спускається до його гирла.

## Галерея

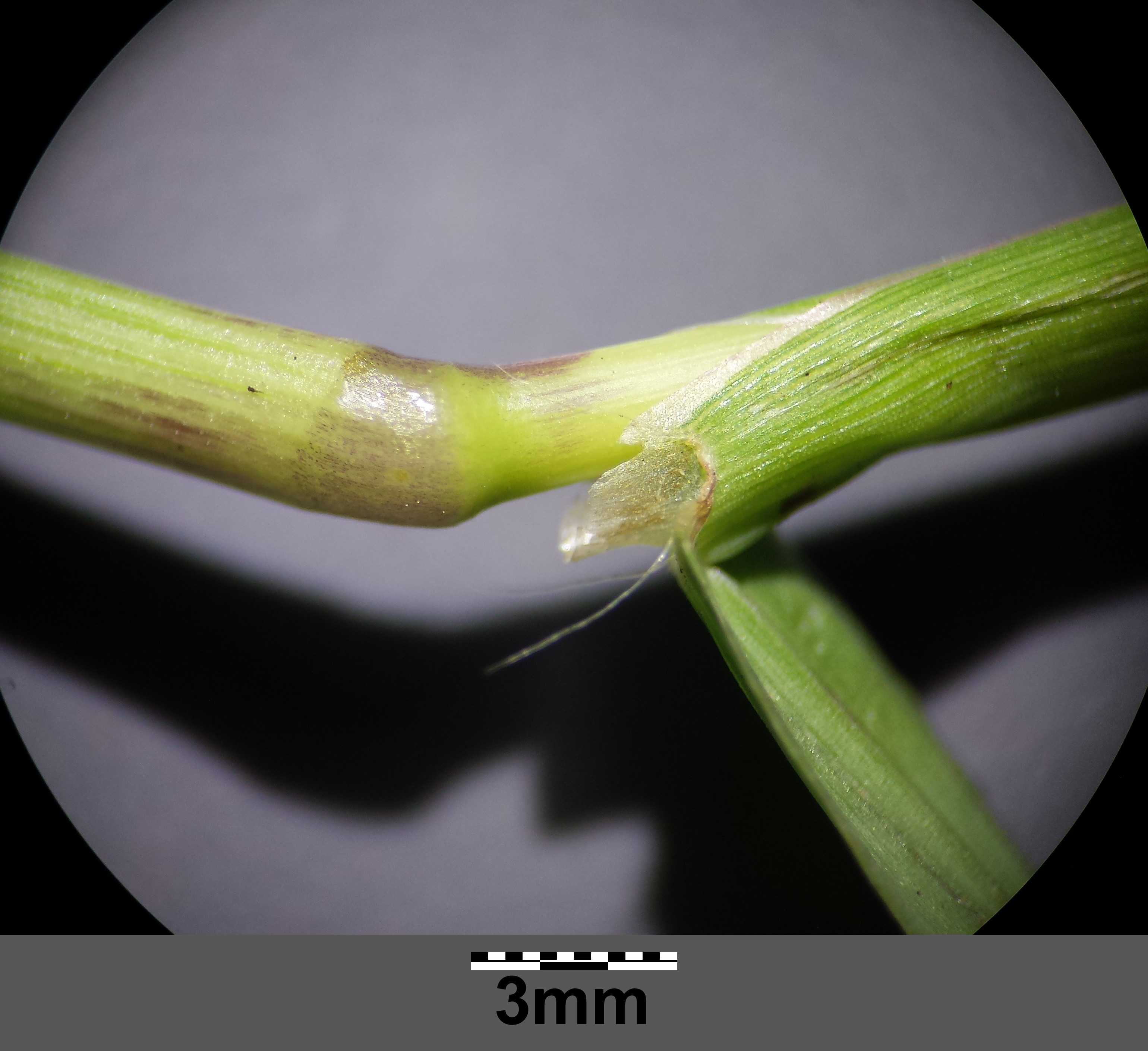
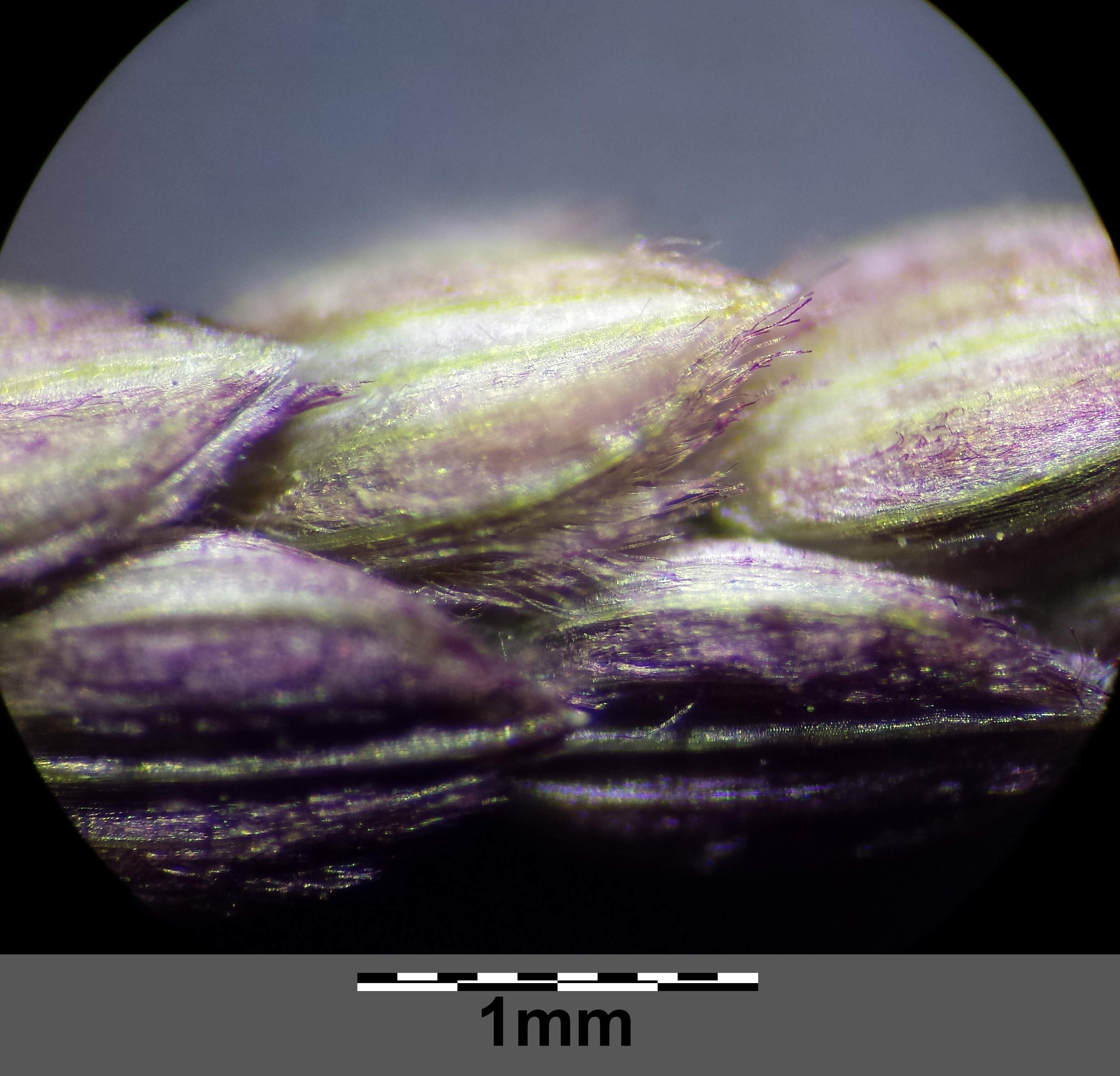
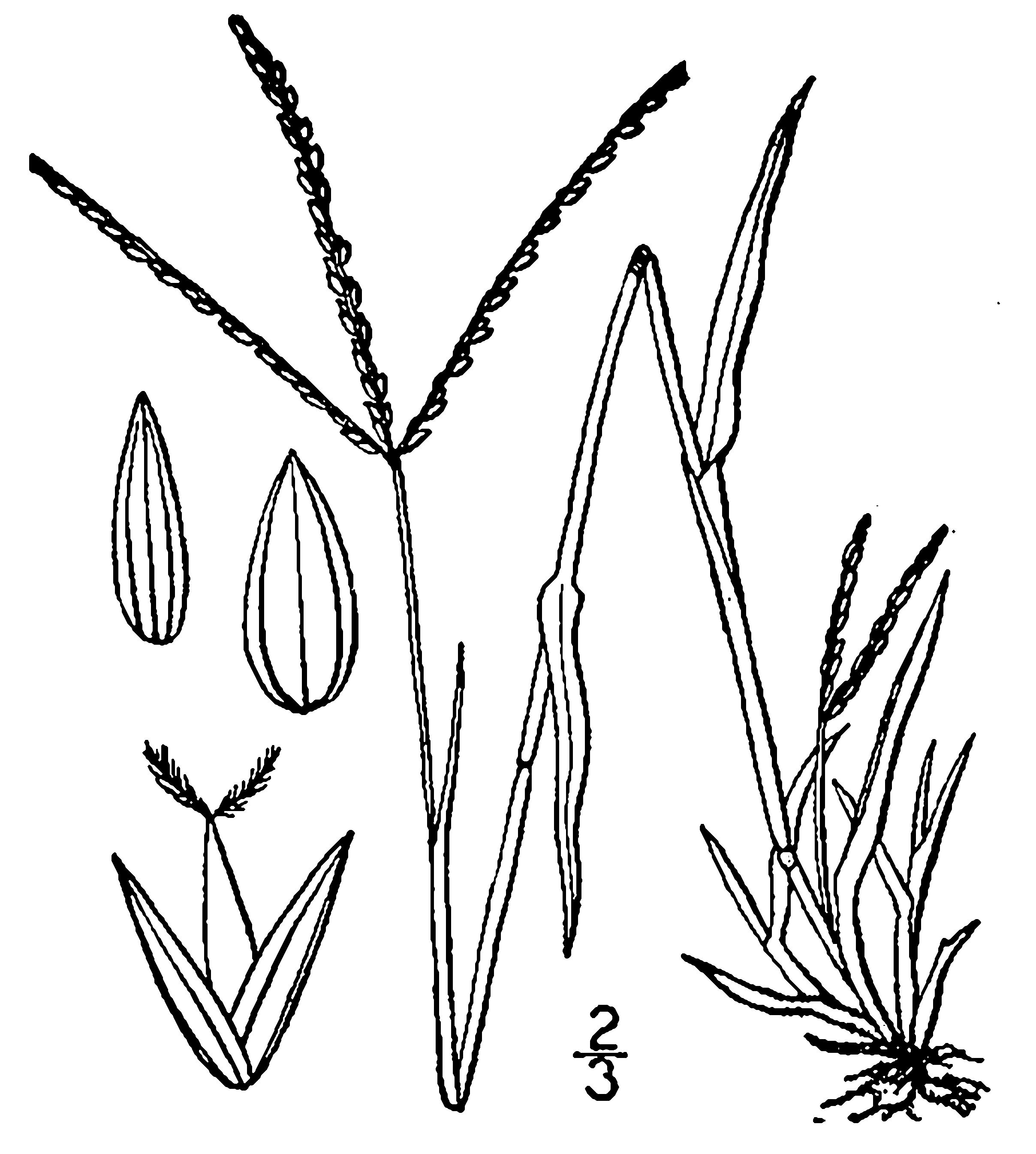